# Tunneldal

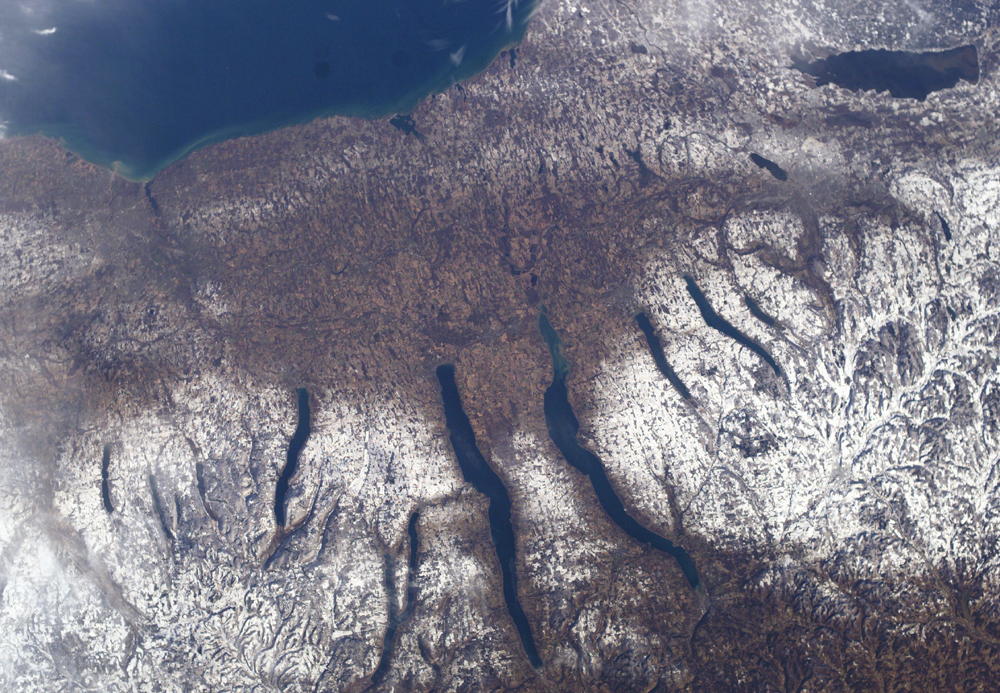
New Yorks Finger Lakes som ligger söder om Ontariosjön och är formade som tunneldalar.

Tunneldal är en stor, lång utformad dalgång som bildats under glaciärisen nära inlandsisarnas kant som den som nu täcker Antarktis och tidigare täckte delar av alla kontinenter under tidigare glaciala tidsåldrar.
En tunneldal kan vara upp till 100 km lång, fyra km bred och 400 meter djup (djupet kan variera längs dess längd).
Tunneldalar bildades genom subglacial erosion av vatten och fungerade som subglaciala dräneringsvägar som bar stora volymer smältvatten. Deras tvärsnitt uppvisar branta flanker liknande fjordväggar, och deras plana botten är typiska för subglacial glacialerosion.
De framträder för närvarande som torra dalar, sjöar, havsbottenfördjupningar, och som områden fyllda med sediment. Om de är fyllda med sediment är deras lägre skikten fyllda främst med is, glaciofluviala eller glaciolacustrina sediment, kompletterat med övre skikten av tempererad utfyllnad. De kan hittas i områden som tidigare omfattades av glaciala inlandsisar, inklusive Afrika, Asien, Nordamerika, Europa, Australien och till havs i Nordsjön, Atlanten och i vatten nära Antarktis.
I Danmark utgör sedimentfyllda tunneldalar viktiga akviferer.